# Puerta Dorada

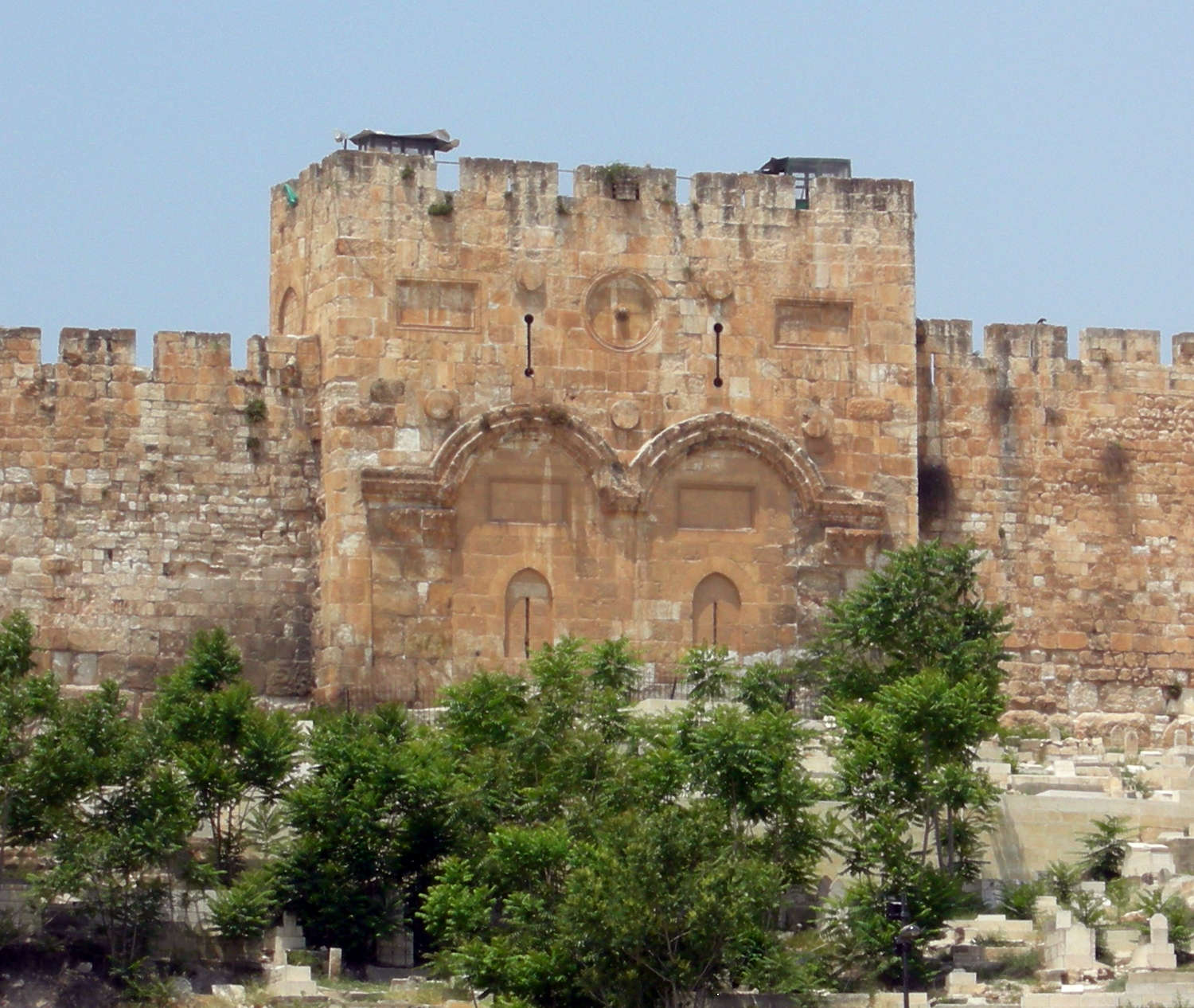
La Puerta Dorada en 2009

La Puerta Dorada (שער הרחמים, Sha'ar Harahamim) es la entrada más antigua de las actuales murallas que rodean la Ciudad Vieja de Jerusalén, fue construida en el siglo VII o siglo VIII, durante el período omeya. También se la conoce como Puerta de la Misericordia o también Puerta de la Vida Eterna. La puerta se encuentra en el centro de la muralla este y era la única que permitía el acceso directo al Monte del Templo desde el este. En tiempos bíblicos, una puerta anterior en la misma ubicación o muy cercana, llamada Puerta de Susa, era utilizada con fines rituales.
La puerta está cerrada desde 1541 por orden de Solimán el Magnífico porque, según la tradición judía, es la que utilizaría el Mesías para entrar en la ciudad. Los musulmanes crearon un cementerio en el exterior de la puerta, dado que estaban convencidos de la profecía de Zacarías 9.9, el precursor del Mesías, que anunció que, en su esperada llegada por parte de los judíos, este no se atrevería a entrar en el lugar porque era un cohen. De hecho, la entrada en los cementerios les está teóricamente prohibida a los sacerdotes debido a la impureza (Lev. 10:6, Lev. 21:1-5, Ez. 44:20-25).
Según los evangelios apócrifos fue ante la Puerta Dorada donde los padres de la Virgen María, Ana y Joaquín, protagonizan el encuentro en el que se abrazan al enterarse de su futura paternidad. Este episodio en particular será inmortalizado por Giotto y Durero.